# Bordano
Bordano (Bordan en frioulan) est une commune d'environ 900 habitants de la province d'Udine, dans la région autonome du Frioul-Vénétie Julienne, en Italie. Elle est connue par sa Maison des Papillons et le lac voisin de Cavazzo.

## Administration
| Période                                  | Période  | Identité                      | Étiquette | Qualité |
| ---------------------------------------- | -------- | ----------------------------- | --------- | ------- |
| 14 juin 2004                             | En cours | Luigino Picco[réf. souhaitée] |           |         |
| Les données manquantes sont à compléter. |          |                               |           |         |

### Hameaux
- Interneppo.

### Communes limitrophes
Cavazzo Carnico, Gemona del Friuli, Trasaghis, Venzone.